# Lee J. Cobb
Lee J. Cobb (Nueva York, 8 de diciembre de 1911-Woodland Hills, Los Ángeles, 11 de febrero de 1976) fue un actor estadounidense.

## Biografía

### Primeros años
Leo Joachim Jacoby IV nació en una familia judía rusa en Nueva York. Desde pequeño demostró aptitudes para el arte. De hecho, era considerado un niño prodigio con el violín y la armónica. Con 17 años, Cobb marchó a Hollywood e hizo su debut en la película Boyhood Days formando parte del grupo Borrah Minevitch and His Harmonica Rascals. 
Volvió a su ciudad natal para estudiar en la Universidad de Nueva York, enrolándose en el grupo de teatro universitario y paralelamente trabajando en seriales dramáticos de radio. En 1935, Cobb trabaja en el teatro bajo la dirección de Clifford Odets con dramas políticamente comprometidos como Waiting for Lefty y Till the Day I Die, compartiendo tablas con otros futuros insignes artistas como Elia Kazan, John Garfield o Martin Ritt. Todo ello tendría consecuencias ya que Cobb y los anteriormente citados serían investigados por la Comisión de actividades antiamericanas (House Un-American Activities Committee) del senador Joseph McCarthy.

### Carrera profesional
En 1934 debuta en la película The Vanishing Shadow. A partir de aquí, va curtiéndose con papeles secundarios en westerns de serie B como North of the Rio Grande (1937) o Rustlers' Valley (1937), seriales de terror (El acecho del fantasma, 1939 junto a Béla Lugosi) o comedias (Alí Babá va a la ciudad, 1937 junto a Eddie Cantor y John Carradine; Esa cosa llamada amor, 1941 junto a Rosalind Russell y Brian Aherne).
Sueño dorado (The Golden Boy en su idioma original) (1939), de Rouben Mamoulian contiene una de sus primeras actuaciones como característico. Su carrera se interrumpió en la Segunda Guerra Mundial cuando tuvo que servir en la Fuerza Aérea de Estados Unidos. De todas maneras, tendría tiempo para participar en algunos proyectos interesantes como la espléndida cinta hagiográfica La canción de Bernadette (The song of Bernadette en su idioma original) de Henry King (1943, compartiendo cartel con Jennifer Jones), o una cinta de propaganda bélica como Cita en los cielos (1944) de George Cukor. Fuera de esto se convierte en el mejor actor que interpreta el papel de Willy Loman en el clásico de Arthur Miller La muerte de un viajante (1949) dirigido por Elia Kazan. 
Después de la guerra, se centraría en su carrera, y durante este período realizó algunos de sus mejores trabajos en títulos tan conocidos como Ana y el rey de Siam, 1946 de John Cromwell, junto a Rex Harrison y Linda Darnell; El justiciero, 1947 de Elia Kazan, todo un tour de force con Dana Andrews; Johnny O´Clock (1947, Robert Rossen en compañía de Dick Powell y Nina Foch; El capitán de Castilla (1947, Henry King al lado de Tyrone Power; Yo creo en ti (1948, Henry Hathaway junto a James Stewart y Jean Simmons; Cerco de odio (1948, Rudolph Maté, uno de los primeros thrillers psicológicos, al lado de William Holden; o Mercado de ladrones (1949, Jules Dassin, con Richard Conte y Valentina Cortese. Como vemos, caracterizó a personajes violentos, canallas o sin escrúpulos morales en varios thrillers clásicos, melodramas negros y aventuras épicas. A partir de aquí, sería uno de los rostros imprescindibles en Hollywood, destacando su participación en las principales producciones de la época, por lo que sería nominado en dos ocasiones al Oscar al mejor actor de reparto. Así aparecería en La ley del silencio (1954) de Elia Kazan, junto a Marlon Brando y Eva Marie Saint; Doce hombres sin piedad (1957) de Sidney Lumet, al lado de Henry Fonda; Las tres caras de Eva (1957) de Nunnally Johnson, en compañía de la deliciosa actriz Joanne Woodward, que obtuvo el Oscar por su encarnación de una mujer con varias personalidades; La mano izquierda de Dios (1954, Edward Dmytryk) con Humphrey Bogart y Gene Tierney; El hombre del traje gris (1956, Nunnally Johnson), junto a Fredric March, Gregory Peck y Jennifer Jones; El hombre del oeste (1958, Anthony Mann) con Gary Cooper o Chicago, años 30 (1958, Nicholas Ray, al lado de Robert Taylor y Cyd Charisse en un memorable papel de gánster. 
También en la década de los 1950, figuró en la lista negra de sospechosos de la Comisión de actividades antiamericanas por su relación con el grupo de teatro de Clifford Odets, anteriormente comentado. El actor compareció ante la comisión en 1953, paradójicamente en el mismo momento en el que obtenía su nominación al Oscar al mejor actor de reparto por La ley del silencio. En esa comparecencia nombró a una veintena de compañeros que militaban en el Partido Comunista de los Estados Unidos. 
En la década de 1960, participa en grandes superproducciones como Éxodo de Otto Preminger, en escena con Paul Newman y Eva Marie Saint o La conquista del Oeste (1962). Paralelamente vuelve a interpretar el papel de Willy Loman en la producción televisiva de 1966, de la CBS, Muerte de un viajante, donde aparecen otros actores con proyección como Gene Wilder ("El jovencito Frankenstein"), Bernie Kopell y George Segal (¿Quién teme a Virginia Woolf?, La gatita y el búho, etc.). Esta interpretación le valdría una nominación a los premios Emmy. También intervino en la serie de televisión El Virginiano interpretando al juez Garth. En 1968 participa junto a Clint Eastwood en el film Coogan's Bluff (La Jungla Humana) dirigida por el artesano Don Siegel.
En la década de 1970, volvería al cine con interpretaciones tan memorables como la de El exorcista (1973, William Friedkin) antes de morir de un infarto al corazón en 1976 en Woodland Hills, California siendo enterrado en el Cementerio Mount Sinai Memorial Park de Los Ángeles. Uno de sus últimos trabajos fue un capítulo de la recordada producción televisiva italo-británica "Los orígenes de la Mafia" en 1976 (dirigido por Enzo Muzii).

### Filmografía
- The Vanishing Shadow, de Lew Landers (1934).
- North of the Rio Grande, de Nate Watt (1937).
- Rustlers' Valley, de Nate Watt (1937).
- Ali Baba Goes to Town ("Alí Baba va a la ciudad"), de David Butler (1937).
- Danger on the Air, de Otis Garrett (1938).
- The Phantom Creeps (El acecho del fantasma), Ford Beebe y Saul A. Goodkind (1939).
- Sueño dorado ("Golden Boy"), de Rouben Mamoulian (1939).
- This Thing Called Love ("Esa cosa llamada amor"), de Alexander Hall (1940).
- La ciudad de los muchachos ("Men of Boys Town"), de Norman Taurog (1941).
- Paris Calling, de Edwin L. Marin (1941).
- Down Rio Grande Way, de William A. Berke (1942)
- Se ha puesto la luna, de Irving Pichel (1943).
- Tonight We Raid Calais, de John Brahm (1943).
- Buckskin Frontier, de Lesley Selander (1943).
- La canción de Bernadette, de Henry King (1943).
- Cita en los cielos, de George Cukor (1944).
- Ana y el rey de Siam, de John Cromwell (1946).
- Johnny O'Clock (íd.), de Robert Rossen (1947).
- El justiciero ("Boomerang!"), de Elia Kazan (1947).
- El capitán de Castilla, de Henry King (1947).
- Yo creo en ti ("Call Northside 777"), de Henry Hathaway (1948).
- El milagro de las campanas ("The Miracle of the Bells"), de Irving Pichel (1948).
- The Luck of the Irish ("La suerte de los irlandeses"), de Henry Koster (1948).
- Cerco de odio ("The Dark Past"), de Rudolph Maté (1948).
- Mercado de ladrones ("Thieves' Highway"), de Jules Dassin (1949).
- The Man Who Cheated Himself, Felix E. Feist (1950).
- Sirocco, de Curtis Bernhardt (1951).
- The Family Secret, de Henry Levin (1951).
- The Fighter, de Herbert Kline(1952).
- The Tall Texan, de Elmo Williams (1953).
- Yankee Pasha, de Joseph Pevney (1954).
- Gorilla at Large, de Harmon Jones (1954).
- On the Waterfront, de Elia Kazan (1954).
- Day of Triumph, de John T. Coyle y Irving Pichel (1954).
- Hombres temerarios ("The Racers"), de Henry Hathaway (1955).
- The Road to Denver, de Joseph Kane (1955).
- The Left Hand of God, de Edward Dmytryk (1955).
- El hombre del traje gris, de Nunnally Johnson (1956).
- Miami Expose, de Fred F. Sears (1956).
- 12 Angry Men, de Sidney Lumet (1957).
- Bestias de la ciudad ("The Garment Jungle"), de Robert Aldrich y Vincent Sherman (1957).
- Las tres caras de Eva, de Nunnally Johnson (1957).
- Los hermanos Karamazov, de Richard Brooks (1958).
- El hombre del oeste (Man of the West), de Anthony Mann (1958).
- Chicago, año 30 ("Party Girl"), de Nicholas Ray (1958).
- La trampa ("The Trap"), de Norman Panama (1959).
- Mansiones verdes ("Green Mansions"), de Mel Ferrer (1959).
- No soy para ti ("But Not for Me"), de Walter Lang (1959).
- Éxodo, de Otto Preminger (1960).
- The Final Hour, de Robert Douglas (1962).
- Los cuatro jinetes del Apocalipsis, de Vincente Minnelli (1962).
- The Brazen Bell, de James Sheldon (1962).
- La conquista del Oeste, de George Marshall, Henry Hathaway, John Ford y Richard Thorpe (1962).
- Gallardo y calavera, de Bud Yorkin (1963).
- Our Man Flint, de Daniel Mann (1966).
- In Like Flint, de Gordon Douglas (1967).
- The Day of the Owl (1968).
- Coogan's Bluff, de Don Siegel (1968).
- Las Vegas 500 millones (They Came to Rob Las Vegas), de Antonio Isasi-Isasmendi (1968).
- El oro de Mackenna, de J. Lee Thompson (1969).
- No se compra el silencio ("The Liberation of L.B. Jones"), de William Wyler (1970).
- Macho Callahan, de Bernard L. Kowalski (1970).
- Lawman, de Michael Winner (1971).
- El hombre que amó a Cat Dancing ("The Man Who Loved Cat Dancing"), de Richard C. Sarafian (1973).
- Ultimátum, de Jean Pierre Lefebvre (1973).
- Fiel a su mandato (La polizia sta a guardare"), de Roberto Infascelli (1973).
- El exorcista, de William Friedkin (1973).
- ¿Dónde está mamá? ("Il venditore di palloncini"), de Mario Gariazzo (1974).
- Mark of the Cop (1975).
- Un toque de suerte (That Lucky Touch), de Christopher Miles (1975).
- La Legge violenta della squadra anticrimine, de Stelvio Massi (1976).
- Gli amici di Nick Hezard, de Fernando Di Leo (1976).
- Gli origini della Mafia, de Enzo Muzii (1976) (Serie de TV).

## Premios y distinciones
Premios Óscar
| Año  | Categoría              | Película               | Resultado |
| ---- | ---------------------- | ---------------------- | --------- |
| 1955 | Mejor Actor de Reparto | On the Waterfront      | Nominado  |
| 1959 | Mejor Actor de Reparto | Los hermanos Karamázov | Nominado  |

Premios Emmy
| Año  | Categoría                              | Capítulo                | Serie          | Resultado |
| ---- | -------------------------------------- | ----------------------- | -------------- | --------- |
| 1958 | Emmy al mejor actor de reparto         | "No Deadly Medicine"    | "Studio One"   | Candidato |
| 1960 | Emmy al mejor actor principal de drama | "Project Immortality"   | "Playhouse 90" | Nominado  |
| 1967 | Emmy al mejor actor principal de drama | "Muerte de un viajante" | TV Film        | Nominado  |